# 多媒體記憶卡

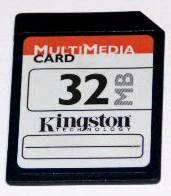
32 MB MMC卡

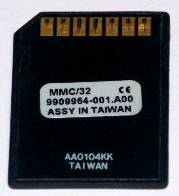
MMC卡背面

多媒體記憶卡（英語：Multimedia Card），又譯MMC卡，是一種快閃記憶卡標準。在1997年由西門子及SanDisk共同開發，技術基於東芝的NAND快閃記憶體技術，因此較早期基於Intel NOR快閃記憶技術的記憶卡（例如CF卡）更細小。MMC卡大小與一張郵票差不多，約24mm x 32mm x 1.4mm。
MMC卡原本使用1bit并行接口，但較新的標準則容許同時傳送4 bit或8 bits的資料。近年MMC卡技術已差不多完全被SD卡所代替；但由於MMC卡仍可被兼容SD卡的設備所讀取，因此仍有其作用。
目前MMC卡的的容量最多16 GB，并且用于几乎所有使用存储卡的设备上，如移动电话、数字音频播放机、数码相机和个人数码助理中。由于Secure Digital的出现，几乎没有公司将MMC插槽做进他们的设备中，但是稍微窄一点的、针脚兼容的MMC卡可以用在所有支持SD卡的设备上。

## 开源标准
这项技术是一个开源标准，所有愿意改进它或者为它开发产品的公司都可使用。

## 衍生規格

### 小尺寸的多媒体卡（RS-MMC）
MMC卡也有小尺寸的型号，大约是正常尺寸的一半：24 mm × 18 mm × 1.4 mm。这种可选的尺寸称为小尺寸的多媒体卡或者RS-MMC，它是在2004年发布的。RS-MMC卡只是小型号的MMC卡，使用一个简单的机械转接延长它，一个RS-MMC卡能够用在任何MMC（或SD）插槽。目前RS-MMC卡的容量最高2 GB。
RS-MMC卡仅有的两个重要硬件授权商是诺基亚和西门子公司，他们经常将RS-MMC用于诺基亚的60系列Symbian智能电话、諾基亞770網路終端和西门子的65和75产品。用于诺基亚新的电话（如诺基亚6630和诺基亚6680）中的更新的RS-MMC卡支持低电压（1.8 V而不是3 V）模式以降低耗电量，这些称为双电压小尺寸多媒体卡（DV-RS-MMC）的低电压RS-MMC卡如果满足移动式MMC卡标准时就可以作为移动式MMC销售。这些低电压卡与旧的RS-MMC设备后向兼容。双电压卡和移动式MMC是MMC 4.x标准的一部分。

### MMC 4.x 和 secureMMC
4.x（4.0、4.1等）标准在2005年发布（MMCA系统规范4.1）。这个新标准引入了称为MMCplus的更高性能的MMC4（使用与基本MMC同样的结构尺寸但是有更多的插针）和作为移动式MMC销售的RS-MMC4。移动式MMC4是老式的RS-MMC的一个翻版，因为它使用了与RS-MMC同样的连接方式和连结标准，但是它的尺寸大约是正常MMC卡的一半。这个标准也定义了secureMMC的规范，它的加密特征类似于Secure Digital或者MagicGateMemory Sticks。

### MMCplus和MMCmobile
2005年推出的MMC標準版本4.x帶來了兩項非常重要的變化，可與SD卡競爭：能夠以比原始MMC（20 MHz）或SD更高的速度（26 MHz和52 MHz）運行 25 MHz，50 MHz）和四位或八位寬數據總線。
版本4.x全尺寸卡和缩小尺寸的卡分别作为MMCplus和MMCmobile销售。
版本4.x卡完全向後兼容現有讀卡器，但需要更新的硬件/軟件才能使用其新功能; 即使四位寬總線和高速操作模式故意與SD電氣兼容，初始化協議也不同，因此需要固件/軟件更新才能在SD讀卡器中使用這些功能。

### MMCmicro
MMCmicro是MMC的微型版本。尺寸為14 mm×12 mm×1.1 mm，比RS-MMC更小更薄。與MMCmobile一樣，MMCmicro允許雙電壓，向後兼容MMC，可用於帶有機械適配器的全尺寸MMC和SD插槽。由於沒有額外的引腳，MMCmicro卡具有4.x規格但不是8位總線的高速和四位總線功能。
它於2004年12月13日由三星推出時被稱為S-card。後來由多媒體卡協會（MMCA）於2005年改編並推出，作為MultiMediaCard系列中的第三種形狀因數存儲卡。
MMCmicro看起來與microSD非常相似，但這兩種格式在物理上不兼容並且具有不兼容的引腳。

### ATA on MMC 和 CE-ATA
ATA on MMC是規範利用現有主機控制器基礎支持的MMC總線在小型消費電子設備上實施硬盤驅動器，該委員會於2004年6月成立，旨在滿足小型CE的低功耗硬盤驅動器（HDD）數據存儲解決方案不斷增長的需求。
CE-ATA是用於連接消費電子設備中的存儲設備和主機的接口標準。其中一個主要目標是標準化小型硬盤驅動器（如1英寸微驅動器）的連接。該標準由CE-ATA工作組維護。 CE-ATA規範是在2005年開發的。 CE-ATA在電氣和物理上與MMC規範兼容。 CE-ATA在主機設備上使用MMC連接器，並在CE-ATA硬盤驅動器上使用柔性電纜或電路連接。

### eMMC

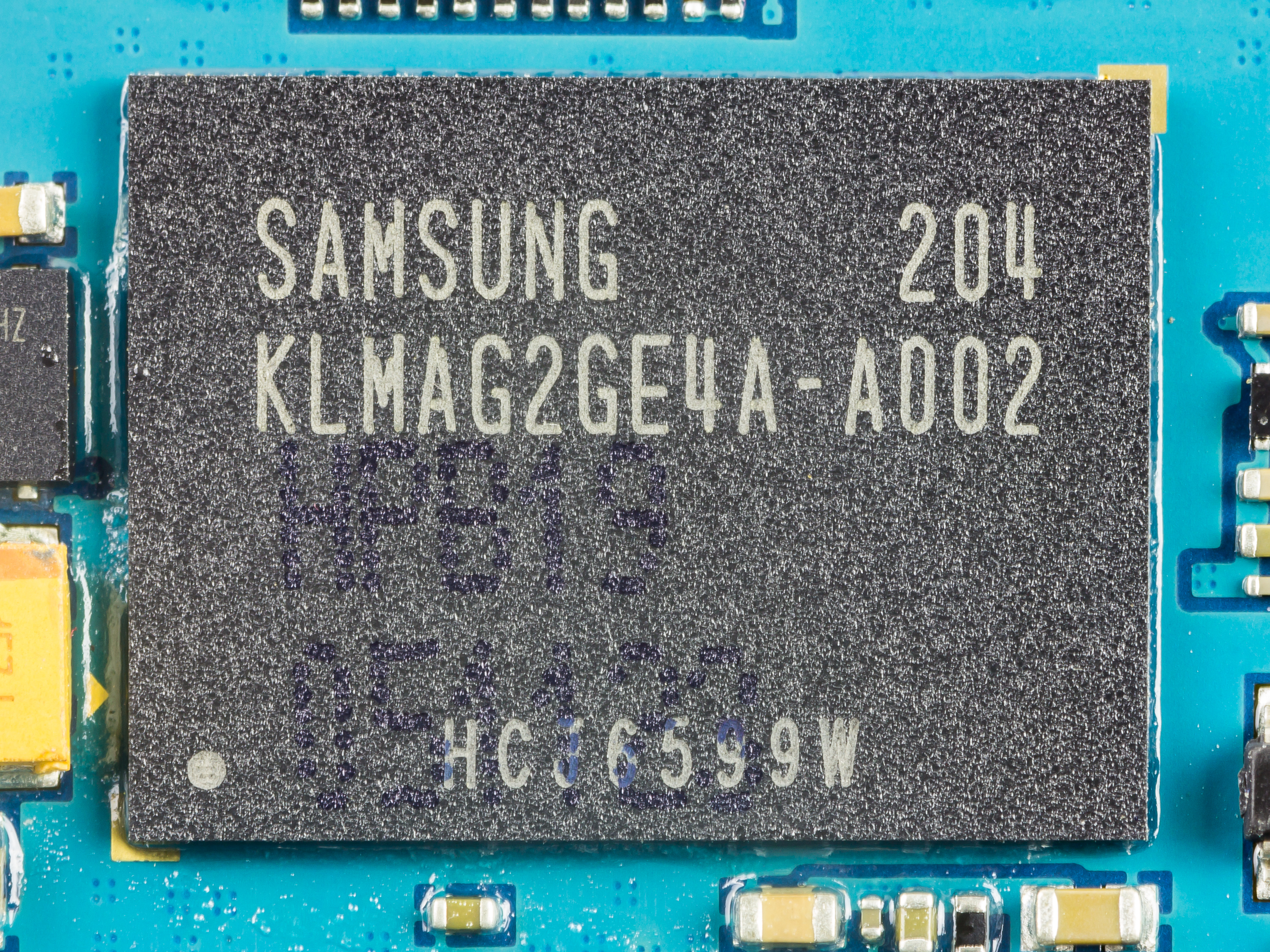
一块由三星制造的eMMC芯片，容量16GB，型号为KLMAG2GE4A-A002

嵌入式多媒体卡是一种新的存储技术，由MMC协会所订立。该架构标准将MMC组件（闪存加控制器）放入一个小的球柵陣列封裝（BGA）中，是一种主要用于印刷电路板的嵌入式非易失性存储器系统。 eMMC有100,153,169个触点之分，并都基于8位并行接口。eMMC与MMC的其他版本有明显的不同，因为eMMC不是用户可随意移动的卡，而是永久性的电路板附件。如果eMMC出现内存或其控制器的问题，则可能需要更换整个PCB（印刷电路板）来修复。
几乎所有在2016年之前生产的手机和平板电脑都使用这种形式的主存储器，直到2016年UFS开始渐渐占领市场。JEDEC的最新的eMMC标准（JESD84-B51（页面存档备份，存于））是在2015年2月发布的5.1版本，该版本的eMMC速度可媲美SATA接口标准的固态硬盘（400 MB/s）。
|          | 寫入(MB/s) | 讀取(MB/s) |
| -------- | ---------- | ---------- |
| UFS 1.0  | 150        | 350        |
| eMMC 5.1 | 125        | 250        |
| eMMC 5.0 | 90         | 250        |
| eMMC 4.5 | 50         | 140        |

## 不同类型的MMC/SD卡
SD卡不是仅有的获得安全数位卡协会认可的快速存储卡标准。其它的安全数位卡协会格式包括miniSD卡和microSD卡（在被安全数位卡协会认可以前称为TransFlash）。
这些小型卡能够通过一个转换器（连结电路以及物理连接）在全尺寸的MMC/SD/SDIO插槽上使用。然而，需要注意的是，在SD尺寸上制造输入／输出设备已经非常困难了，在更小的尺寸上制造就变得更加不切实际。
由于SD插槽仍然支持MMC卡，单独发展的更小的MMC变体也与支持SD的设备兼容。与miniSD卡和microSD卡（它们与SD有很大不同，制造机械转换器已经很不现实）不同，RS-MMC插槽保持了与全尺寸MMC卡的后向兼容，因为RS-MMC仅仅是短一点的MMC卡。

### 技术比较
| 类型                   | MMC                     | RS-MMC                  | MMC Plus                | SecureMMC               | SD                          | SDIO                        | miniSD                      | microSD                     |
| ---------------------- | ----------------------- | ----------------------- | ----------------------- | ----------------------- | --------------------------- | --------------------------- | --------------------------- | --------------------------- |
| SD 插槽                | 是                      | 机械转换器              | 是                      | 是                      | 是                          | 是                          | 机电转换器                  | 机电转换器                  |
| Pins                   | 7                       | 7                       | 13                      | 7                       | 9                           | 9                           | 11                          | 8                           |
| 结构形式               | Thin                    | Thin/short              | Thin                    | Thin                    | Thick                       | Thick                       | Narrow/short/thin           | Narrow/short/extrathin      |
| 宽度                   | 24 mm                   | 24 mm                   | 24 mm                   | 24 mm                   | 24 mm                       | 24 mm                       | 20 mm                       | 11 mm                       |
| 长度                   | 32 mm                   | 18 mm                   | 32 mm                   | 32 mm                   | 32 mm                       | 32 mm+                      | 21.5 mm                     | 15 mm                       |
| 厚度                   | 1.4 mm                  | 1.4 mm                  | 1.4 mm                  | 1.4 mm                  | 2.1 mm                      | 2.1 mm                      | 1.4 mm                      | 1 mm                        |
| SPI 模式               | Optional                | Optional                | Optional                | Required                | Required                    | Required                    | Required                    | Required?                   |
| 1 位模式               | 是                      | 是                      | 是                      | 是                      | 是                          | 是                          | 是                          | 是                          |
| 4 位模式               | 否                      | 否                      | 是                      | ?                       | Optional                    | Optional                    | Optional                    | Optional                    |
| 8 位模式               | 否                      | 否                      | 是                      | ?                       | 否                          | 否                          | 否                          | 否                          |
| 传输时钟               | 0–20 MHz                | 0–20 MHz                | 0–52 MHz                | 0–20 MHz?               | 0–25 MHz                    | 0–25 MHz                    | 0–25 MHz?                   | 0–25 MHz?                   |
| 最大传输速度           | 20 Mbit/s               | 20 Mbit/s               | 416 Mbit/s              | 20 Mbit/s?              | 100 Mbit/s                  | 100 Mbit/s                  | 100 Mbit/s                  | 100 Mbit/s                  |
| 最大SPI模式传输速度    | 20 Mbit/s               | 20 Mbit/s               | 52 Mbit/s               | 20 Mbit/s               | 25 Mbit/s                   | 25 Mbit/s                   | 25 Mbit/s                   | 25 Mbit/s                   |
| DRM                    | 否                      | 否                      | 否                      | 是                      | 是                          | N/A                         | 是                          | 是                          |
| 用户加密               | 否                      | 否                      | 否                      | 是                      | 否                          | 否                          | 否                          | 否                          |
| 简化规范               | 是                      | 是                      | 否                      | Not yet?                | 是                          | 是                          | 否                          | 否                          |
| Memb cost              | $2500/yr (not required) | $2500/yr (not required) | $2500/yr (not required) | $2500/yr (not required) | $1500/yr (appears required) | $1500/yr (appears required) | $1500/yr (appears required) | $1500/yr (appears required) |
| Spec cost              | $500                    | $500                    | ?                       | ?                       | Member                      | Member                      | Member                      | Member                      |
| Host license           | 否                      | 否                      | 否                      | 否                      | $1000/yr+memb               | $1000/yr+memb               | $1000/yr+memb               | $1000/yr+memb               |
| 存储卡版权费           | 是                      | 是                      | 是                      | 是                      | 是                          | 是                          | 是                          | 是                          |
| 输入输出卡版权费       | N/A                     | N/A                     | N/A                     | N/A                     | N/A                         | $1000/yr+memb               | N/A                         | N/A                         |
| Open source compatible | 是                      | 是                      | 是?                     | 是?                     | SPI only                    | SPI only                    | SPI only                    | SPI only                    |
| 类型                   | MMC                     | RS-MMC                  | MMC Plus                | SecureMMC               | SD                          | SDIO                        | miniSD                      | microSD                     |

表中数据主要编自于MMC和SDIO的简化版本和与SD卡和MMC协会网站上的数据。并且插入了一些其它类型卡的数据。
所有SD/MMC格式的最大容量限制是LBA模式下的128 GB（28位扇区寻址）。
大多数，也许是全部目前的MMC闪存卡都支持SPI模式，尽管每个法定要求但是不支持这种模式将带来严重的兼容性问题。SanDisk、Ritek/Ridata和Kingmax制造的所有闪存卡好像都支持SPI。并且，MMC卡可以认为在电气性能上等同于SD卡，但是它使用一个较薄的包装并且禁止了SD的功能（这样就不再需要支付SD的版权费）。
MMC定义了SPI和1位MMC/SD协议。基本的SPI协议已经作为许多微控制器的一个标准特点存在了许多年。从社会的观点来看，定义一个新的不兼容的SD/MMC协议的理由是值得怀疑的；开发一个不兼容的并且是非必需的新协议可能有利于贸易协会收取授权费用和成员费用，但是它在许多方面增加了硬件和软件的费用。新的协议使用开放的信号转换接头（open collector signalling）以允许在同一总线上使用多个存储卡，但是这实际上在使用更高时钟频率时带来了问题。尽管SPI使用三条共享的信号线外加一个单独的芯片选择每个存储卡，新协议允许多达30块存储卡连结到同样的三条线上（不包含片选），这样做的代价是更加复杂的闪存卡初始化和需要每个卡有一个唯一的序列号用于即插即用；这个特性实际上很少使用并且由于速度和功耗问题在新标准中不建议它的使用。有类似所有权的1位协议被扩展到四位宽（SD和MMC）和八位宽用来支持更高速度，但是计算机产业的其它大部分都在向更高速度更窄的通道转移；标准的SPI能够简单地使用更高数据速度的时钟（如133 MHz）以获得比四位SD更高的性能——没有更高时钟速度的嵌入式处理器无论如何也不能处理更快速度的数据。SD协会放弃了一些旧的一位MMC协议命令的支持，并且添加了另外一些与版权保护相关的命令。

## 參看
- 通用闪存存储
- RS-MMC卡
- CF卡
- SM卡
- SD卡
- xD卡

## 外部連結
- MultiMediaCard聯會
- Embedded systems 開發者標準 (Sandisk)
- KingMax MMC 技術文件 (PDF)
- MMC Wiki